# Сирмон, Антуан
Антуа́н Сирмо́н (фр. Antoine Sirmond; октябрь 1591, Рьом  — 10 или 12 января 1643, Париж) — французский богослов, иезуит, церковный писатель.
Антуан родился в Рьоме. Старший брат Антуана — писатель Жан Сирмон, дядя Антуана — известный богослов Жак Сирмон. Антуан был профессором философии в колледже иезуитов, как и его дядя. Антуан написал несколько богословских сочинений, в том числе «La Deffense de la vertu» (Париж, 1641), в котором поддержал странный тезис «любовь от Бога» не может быть причиной постоянного деяния католиков. Против этого тезиса в десятом Письме к провинциалу Блез Паскаль выдвинул опровержение.

## Сочинения
- De immortalitate animae. Demonstratio physica & Aristotelica. Aduersus Pomponatium & asseclas (apud Georgium Iosse, viâ Iacobaeâ, sub signo Coronae Spineae, 1635); ;
- «Demonstration de L'Immortalite de l'Ame» (Paris : Michel Soly, 1637)
- «L'auditeur de la parole de Dieu» (1638)
- «Le prédicateur» (1638)
- «La Deffense de la vertu» (Paris : S. Huré, 1641)